# Cours-la-Ville
Cours-la-Ville è un comune delegato appartenente al comune francese di Cours, di cui è capoluogo, situato nel dipartimento del Rodano della regione Alvernia-Rodano-Alpi.

## Storia
Cours-la-Ville è stato un comune indipendente fino al 1º gennaio 2016, quando si è fuso con i comuni di Pont-Trambouze e Thel per formare il nuovo comune di Cours.

## Società

### Evoluzione demografica
Abitanti censiti